# Melathemma polita
Melathemma polita là một loài bọ cánh cứng trong họ Cerambycidae.